# Església d'Ikorta
L'església d'Ikorta o església d'Ikorta de l'Arcàngel (en georgià: იკორთის მთავარანგელოზის ტაძარი), comunament coneguda simplement com a Ikorta (იკორთა), pertany a l'Església ortodoxa georgiana del segle xii i està situada als afores del llogaret Ikorta, de la regió de Xida Kartli, a l'est de Geòrgia.

## Història
Encarregada per la família ducal de Ksani en el regnat del rei Jordi III de Geòrgia el 1172, Ikorta és la més antiga d'una sèrie d'esglésies de Geòrgia dels segles xii i xiii que van establir el model canònic final d'església amb cúpula georgiana.
Té un disseny rectangular voltat de planificació central, amb un absis semicircular a l'est. La cúpula, amb 12 finestres perforades prop de la seva base alta, descansa sobre les cantonades de l'altar i dos pilars hexagonals. Les parets i voltes estaven enlluïdes i pintades amb frescs; però només alguns fragments de murals originaris van sobreviure a l'absis, la paret nord i la base de la cúpula. Les façanes i una part inferior de la cúpula estan profusament ornamentades. L'església va ser renovada al segle xvii, però el disseny originari se'n va conservar en gran part. Hi ha dos portals d'entrada, un cap al sud i un altre cap a l'oest. Els pòrtics originaris s'han arruïnat, i l'existent cap al sud és de molt més anterior. Hi ha un rellotge de sol i una antiga inscripció en asomtavruli al mur occidental.
Durant el terratrèmol de Ratxa el 1991, una gran part de la cúpula es va esfondrar i va infligir danys significatius a l'església. Al 1999, el monument va ser inclòs entre els «100 llocs en més gran perill» (World Monuments Fund, 2000-2001). Un projecte de reconstrucció estava en progrés.
L'església va servir com a cementiri dels ducs de Ksani, i alberga, entre d'altres, les tombes dels germans Shalva i Elizbar de Ksani, i el seu associat Bidzina, el príncep Cholokashvili, nobles torturats fins a la mort per rebel·lar-se contra la dominació persa a Kakhètia el 1659, i que finalment van ser canonitzats per l'Església ortodoxa de Geòrgia.